# Lost Machine – Live
A Lost Machine – Live a kanadai Voivod zenekar 2020. novemberében megjelent koncertalbuma, melyet 2019. július 13-án rögzítettek Québec City-ben, a Festival D'Été De Québec elnevezésű fesztiválon. A koncertalbum CD-n és dupla LP-n került kiadásra a Century Media Records gondozásában. A lemez felvezetéseként a kiadó több dalról is közzétett videoklipet (The Lost Machine, Iconspiracy, Overreaction), amelyhez a két héttel korábban Montréalban adott koncertjükön forgatott felvételeket használták fel.

## Az album dalai
1. Post Society – 7:50
2. Psychic Vacuum – 4:31
3. Obsolete Beings – 4:47
4. The Prow – 3:24
5. Iconspiracy – 5:21
6. Into My Hypercube – 5:24
7. The End of Dormancy – 7:48
8. Overreaction – 5:11
9. Always Moving – 5:07
10. Fall – 6:38
11. The Lost Machine – 5:42
12. Astronomy Domine (Pink Floyd feldolgozás) – 7:26
13. Voivod – 4:42

## Zenekar
- Denis Belanger "Snake" – ének
- Dan Mongrain "Chewy" – gitár
- Dominic Laroche "Rocky" – basszusgitár
- Michel Langevin "Away" – dobok